# Berke Péter (író)
Petar Berke, magyarosan: Berke Péter (Štrigova, 1733 – Légrád, 1798) író.
Stridóvár mellett született, szlovén nemesi származású családban, s Légrádon szolgált. A humaniórákat Varasdon és Zágrábban, egyetemi tanulmányait Bécsben és Bonnban végezte.
A Boldogságos Szent Szűz historiáját írta horvát nyelven. (Graz, 1762)